# لئون دابو
لئون دابو (۹ ژوئیه ۱۸۶۴- نوامبر ۱۹۶۰) یک منظره‌نگار تونالیست آمریکایی بود که بیشتر به خاطر نقاشی‌هایش از نیویورک، به‌ویژه دره هادسون شناخته می‌شود. نقاشی‌های او به خاطر فضای با گسترده، با مناطق وسیعی از بوم که جز خشکی، دریا یا ابر کمی داشت، شناخته می‌شد. در دوران اوج خود، او را استاد هنر خود می‌دانستند و از جان اسپارگو، بلیس کارمن، بنجامین دی کاسرس، ادوین مارکهام و آناتول لو براز تمجید کردند. برادرش اسکات دابو نیز نقاش مشهوری بود.

## اوایل زندگی
دابو، احتمالاً در پاریس، فرانسه به دنیا آمد، او سه برادر و پنج خواهر داشت، که خودش بزرگ‌ترین آنها بود، اما اسنادی که اخیراً در دسترس است نشان می‌دهد که او در ساورن به دنیا آمده است. پدرش ایگناس اسکات دابو، استاد زیبایی‌شناسی و محقق کلاسیک بود که در سال ۱۸۷۰ برای فرار از جنگ فرانسه و پروس، خانواده را به دیترویت، میشیگان نقل مکان کرد. او تحصیلات رسمی لئون را به همراه آموزش لاتین، فرانسوی و طراحی تکمیل کرد. پس از مرگ پدرش در سال ۱۸۸۳، خانواده دابو به شهر نیویورک نقل مکان کردند، پس از آن او به شغل طراح معماری مشغول شد و برای تأمین از خانواده‌اش کار می‌کرد تا برادر کوچکترش اسکات، که با استعداد به حساب می‌آمد، بتواند روی هنر خود تمرکز کند.

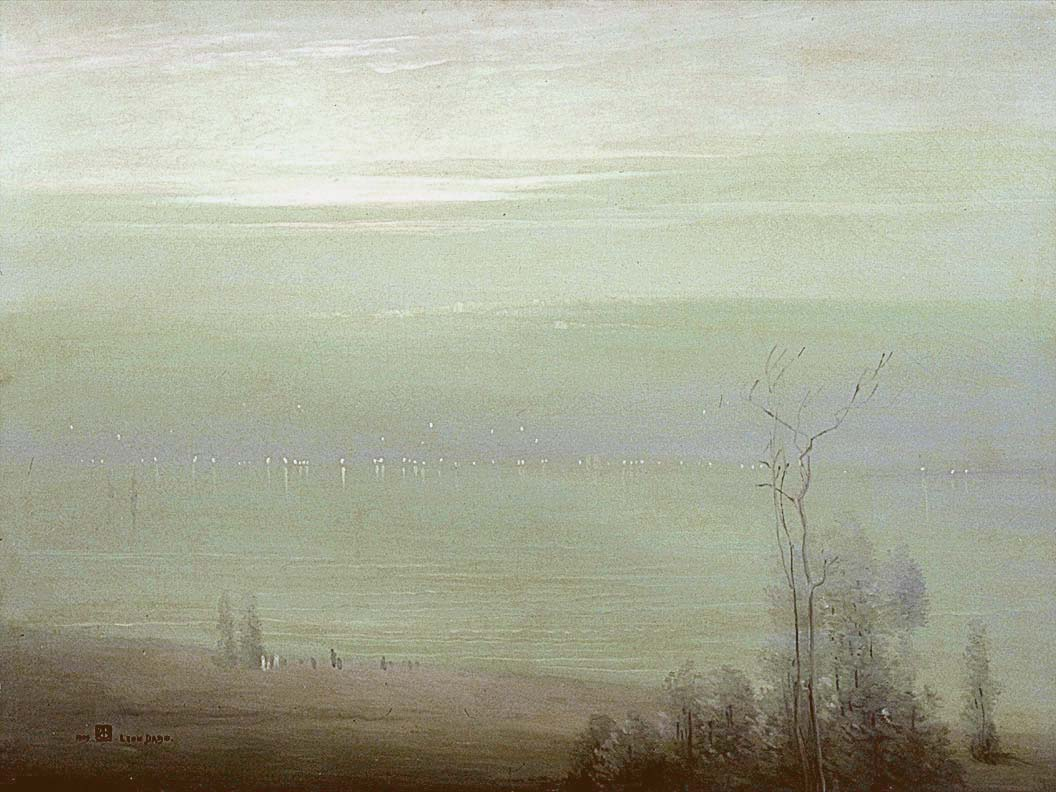
بعد از ظهر هادسون (۱۹۰۹)، رنگ روغن روی بوم. این نقاشی برنده جایزه باشگاه هنرهای ملی شد.

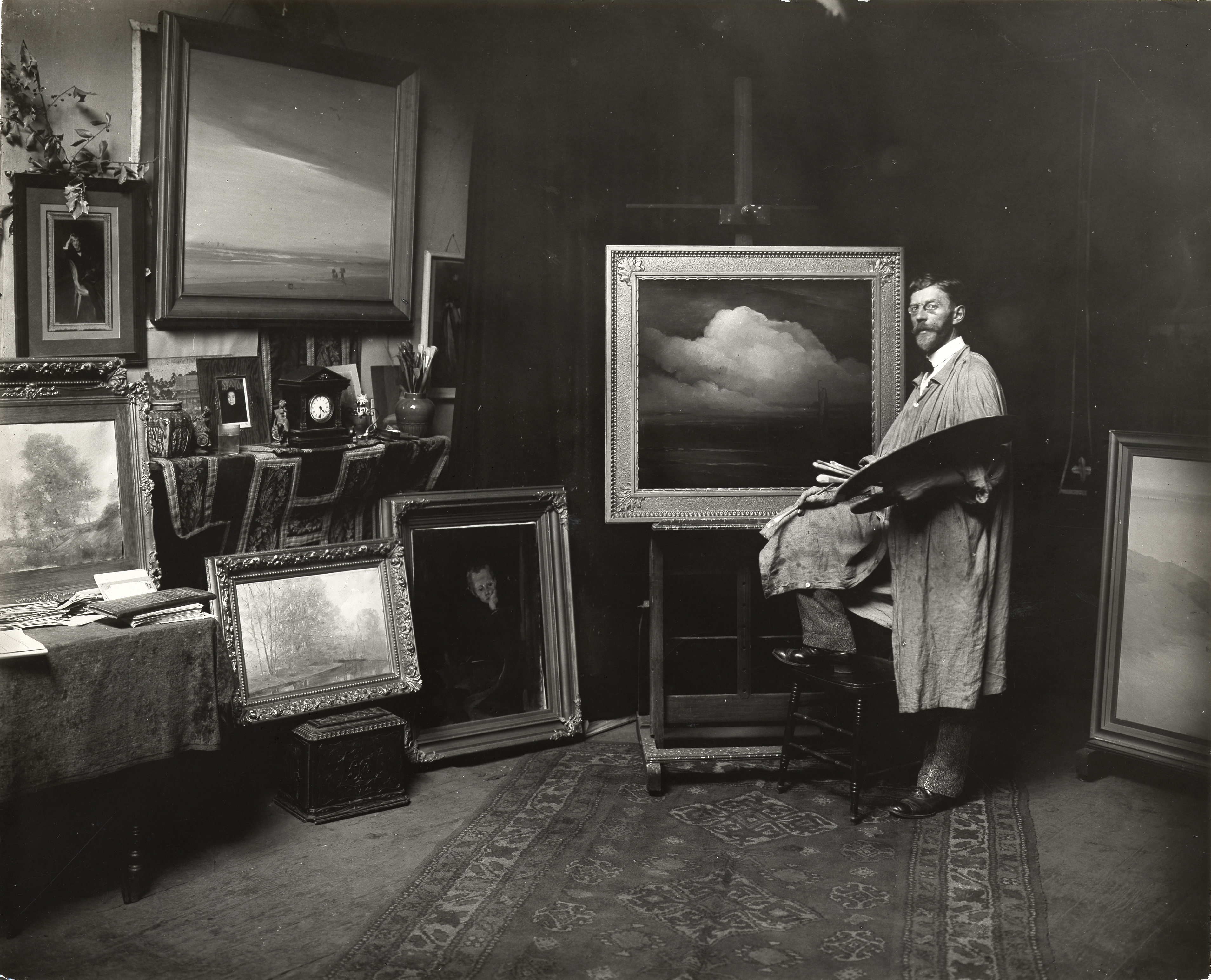
لئون دابو در استودیوی خود در بروکلین، حدود. ۱۹۱۰، از [http://www.aaa.si.edu/collections/images/detail/leon-dabo-his-brooklyn-studio-2526 آرشیو هنر آمریکا

## افتخارات و انجمن‌ها
- شوالیه، لژیون افتخار برای کمکش به هنر
- آکادمی ملی طراحی، نیویورک
- انجمن ملی هنرهای زیبا، پاریس
- انجمن دوستان هنر، ورسای، مدال نقره
- انجمن هنرمندان متحد، لندن
- رئیس پاستلیست‌ها، نیویورک
- انجمن تاریخی نیویورک
- انجمن چهار هنر، نیویورک
- باشگاه دانشگاه، پاریس
- انجمن هنرمندان ایتالیایی، فلورانس، ایتالیا
- عضو مادام العمر باشگاه هنرهای ملی، نیویورک